# Tereza Desbordes
Tereza Desbordes (Pont-Aven, Finisterre, 1 de febrer 1934 - Lesneven 27 de setembre de 2021) fou una editora i escriptora bretona.
Era la setena filla d'una família de petits agricultors. Òrfena de mare als setze anys, va haver de treballar al camp per a mantenir a la seva família. Es graduà als divuit anys.
El 1952 es casà amb el mestre Yann Desbordes i s'instal·laren a Plouescat. El 1955 el seu marit va aprendre bretó amb Marc'harid Gourlaouen.
Anys després treballaria com a secretària de Per Denez, que va ensenyar-li a escriure en bretó. Junts van fundar el 1980 l'editorial Mouladurioù Hor Yezh, que edità diccionaris, obres pedagògiques, poesia i obres d'autors de Gwalarn.
També ha estat presidenta de la secció Literatura escrita de l'Institut Cultural de Bretanya i ha estat condecorada amb l'Orde de l'Hermini.